# My Dad Is Scrooge
Pour plus de détails, voir Fiche technique et Distribution.
My Dad Is Scrooge est un film canadien réalisé par Justin G. Dyck, sorti en 2014.

## Fiche technique
- Titre original : My Dad Is Scrooge
- Réalisation : Justin G. Dyck
- Scénario : Keith Cooper
- Photographie : Kyle Francis
- Montage : Kyle Popovich
- Production : Beth Stevenson
- Société(s) de production : Brain Power Studio, Marvista Entertainment
- Société(s) de distribution :
- Budget : 
  - 750 000 $ CAD[1]
- Pays d'origine : Canada
- Année : 2014
- Langue originale : anglais
- Format : couleur
- Genre : famille
- Durée : 90 minutes
- Dates de sortie :
  -  Canada : 25 décembre 2014

## Distribution
- Bonnie Wright : Connie
- Brian Cook : EB
- Keith Cooper : Nester
- Eva Grieg : June
- Christian Laurian Kerr[2] : Oliver
- Shruti Kothari :
- Joe Marth : Clark
- Geoff May : Pete
- Brian Nettlefold : Bill Woodsley
- Daniel Solokhine : Daryll